# Maradagi, Ramdurg
Maradagi là một làng thuộc tehsil Ramdurg, huyện Belgaum, bang Karnataka, Ấn Độ.